# Roberto Marcolongo

Roberto Marcolongo, l'illustre studioso di meccanica chiamato all'Accademia d'Italia.

Roberto Marcolongo (Roma, 24 agosto 1862 – Roma, 16 maggio 1943) è stato un matematico e fisico italiano, noto per le sue ricerche di meccanica e di storia della scienza.

## Biografia
Si laureò in matematica all'Università di Roma nel 1886 e qui rimase, subito dopo, come assistente di Valentino Cerruti. Nel 1895 divenne professore di meccanica razionale all'Università di Messina. Nel 1908 si trasferì all'Università di Napoli, dove rimase fino al collocamento a riposo nel 1935.
Studioso di fisica matematica, in particolare si impegnò in una risistemazione del calcolo vettoriale con Cesare Burali-Forti, Pietro Burgatti e Tommaso Boggio, che poi fu detta Scuola vettorialistica italiana. Nel 1906 scrisse uno dei primi lavori di relatività che sfruttavano il formalismo quadridimensionale usato per tenere conto dell'invarianza relativistica per trasformazioni di Lorentz. 
Nel 1921 pubblicò a Messina uno dei primi trattati al mondo sulla relatività speciale e generale, dove aveva applicato il calcolo differenziale assoluto senza coordinate, sviluppato insieme a Burali-Forti, in possibile alternativa al calcolo differenziale assoluto con coordinate di Tullio Levi-Civita e Gregorio Ricci-Curbastro.
Fu socio dell'Accademia nazionale dei Lincei e di altre accademie e società italiane. Anche se fece parte, con Cesare Burali-Forti, Tommaso Boggio e Pietro Burgatti, del cosiddetto gruppo dei vettorialisti italiani, in proposito non assunse posizioni radicali.
Suo figlio fu il medico Fernando Marcolongo (1905-1969).

## Opere principali
- Analisi vettoriale generale e applicazioni (con Cesare Burali-Forti, Pietro Burgatti e Tommaso Boggio), 3 voll., Nicola Zanichelli Editore, Bologna, 1929-1930-1931.
- Meccanica razionale, 2 voll., Ulrico Hoepli Editore, Milano, 1905 (con successive edizioni).
- Teoria matematica dell'equilibrio dei corpi elastici, Hoepli, Milano, 1904 (con successive edizioni).
- Analyse vectorielle générale. Transformations linéaires (con Cesare Burali-Forti, tradotto in francese da Paul Baridon), Tip. Mattei & C., Pavia, 1913.
- Analyse vectorielle générale. Applications à la mécanique et à la physique (con Cesare Burali-Forti e Tommaso Boggio), Tip. Mattei & C., Pavia, 1913.
- Calcolo differenziale assoluto e teoria della relatività, Lezioni tenute all'Università di Napoli nell'A.A. 1919-20, edizione a cura di Mario Merola, Bibliopolis, Napoli, 2006. ISBN 978-88-708-8518-7
- Relatività, Edizioni Principato, Messina, 1921.
- Il problema dei tre corpi. Da Newton (1686) ai nostri giorni, Ulrico Hoepli Editore, Milano, 1919 (con successive ristampe anastatiche).